# 菅原あさひ
菅原 あさひ（すがわら あさひ、1983年7月29日 - ）は、日本の元グラビアアイドル・女優、心理カウンセラーである。
神奈川県三浦郡葉山町出身。エクセルヒューマンエイジェンシーに所属していた（2014年5月〜2015年9月）。

## 略歴
- 神奈川県立逗子高等学校、法政大学工学部を卒業後、IT系企業などでの社会人経験を経て、2011年応用心理カウンセラー資格を取得している。もともと相談に乗るのが好きな性分で、人助けをしたい気持ちが募ったことから、この資格取得に至った。
- カウンセラー業の傍ら、都内でのライブ活動、ウエディングやジーンズのイベントモデルなどを経て[1]、2013年、30歳にして本格的に芸能デビューを果たす。
- カウンセリング経験を生かして2014年、夕刊フジの公式WebサイトZAKZAKで『三十路グラドルカウンセラー日記』と題して話題の人物[2]を心理分析するコラムを連載した。
- アサ芸シークレットの第1回グラビアフェスタ（2015年2月15日開催）では、二十歳前後の出場者たちを抑えてグランプリを受賞した[3]。
- 2015年9月3日に自身のブログで、同月末に芸能活動を引退、10月から新しく就職することを表明した[4]。なお、カウンセラーとしての活動も続ける意思を示している[5]。

## 人物
- 好きな男性のタイプは「もてない人」[6]。
- かつて同じ事務所に所属していた壇蜜のようにいろんな人に元気を与えられるようなタレントになるのを目標としていた[6]。
- 愛称は「三十路グラドルカウンセラー」であり、日本中のアラサー・アラフォーを元気にすることをモットーとしている[7]。
- カウンセラーとしての顔と、アラサーの色気をうまくマッチさせた新しい見せ方をしていきたいという[8]。
- 漫画ではやまだないとの作品を好み、特に『エロマラ』が大好き。他に『エースをねらえ!』や『NANA』を「人生のバイブル」としている[9]。
- 親の仕事の関係で子供の頃から引っ越しが多く、独り暮らしも含め13回の引っ越しを経験しているという[10]。
- カウンセラーの他に、普通自動車免許、数学検定準2級を取得している[11]。

## 出演

### テレビ
- もっと温泉に行こう!　第58回・宇奈月温泉編　（2014年10月23日、フジテレビNEXT）
- トリックハンター（2014年12月10日、日本テレビ）-　再現VTR
- ファミリーヒストリー『尾木直樹〜母が語らなかった出生の秘密〜』　（2014年12月12日、NHK）-　再現VTR
- 未来ロケット（2015年3月6日、フジテレビ）
- 不便な便利屋（2015年5月1日、テレビ東京）-　第4話、エロ本表紙
- 食の軍師（2015年5月13日、TOKYO MX）-　第7話、9時に夢中女役
- ロッピングセレクション（2015年、テレビ朝日）-　美容系商品のPR画像に出演
- 釣りはじめます！8 神奈川編（2015年8月9日、釣りビジョン）

### インターネット番組
- スカパーEXアイドルQUEEN（マシェリバラエティ　マシェバラ 2014年3月11日 - 5月20日）
- わいわい！えくせるず！（マシェリバラエティ　マシェバラ 2014年7月15日 - 2015年9月23日） - 月1回放送
- 江頭2:50のピーピーピーするぞ!（MOPAL 2014年9月5日）
- ぶっちゃけシスター（ニコニコ生放送・エクセルチャンネル 2014年11月12日、12月10日、2015年1月15日） - 同じ事務所の桃紗希あやと共演
- アメスタ公開放送・プレミアム放送（2014年12月27日・2015年1月10日）
- ズラサンの水着でドン！#3（ニコジョッキー 2015年4月30日） - 同じ事務所の志崎ひなたと共演
- ラブもっこり会議#43（ニコジョッキー 2015年6月26日）
- ニコジョッキー4周年記念2時間特別番組「三十路会2015」（ニコジョッキー 2015年7月30日）
- 江戸むらさきの茶碗蒸し（ニコジョッキー 2015年8月14日）

### 舞台
- A☆ct Stage Vol.5『サムライカウボーイ』（2013年12月19日 - 23日、中野テアトルBONBON） - サリー押田役（星組）
- Nostalgia Note『recollections from Short Sweet Story』（2014年1月30日 - 2月2日、王子・BASEMENT MONSTAR） - 白石透子役（「31☆SONG!!」）、間宮洋子役（「飛翔」）
- 海賊のように飲む会・第6回公演『井戸の中のプラットホーム〜Scarheart〜』（2014年2月12日 - 2月16日、学芸大学・千本桜ホール） - 門手ローザ役
- Nostalgia Note『白いおうちと黒いともだち』（2014年3月1日・3日、高田馬場RABINEST） - 羽鳥奈々役
- スターズシアター『ひまわりの唄 二幕』（2014年6月13日 - 15日、恵比寿エンタメライブBAR stars） - 松井美里役
- スターズシアター『夢で逢えたら 二幕』（2014年7月11日 - 13日、恵比寿エンタメライブBAR stars） - 竹内直子役
- 劇場版★スターズシアター『蒼天の光』（2014年10月16日 - 19日、中目黒キンケロ・シアター） - 林美咲役

### 書籍

#### 雑誌
- OZ Plus （2014年9月号、スターツ出版）
- おとなの流儀 （vol.8・2014年9月号、KKベストセラーズ）
- アサヒ芸能　（2015年1月29日号・3月12日号、徳間書店）
- 金のEX　（2015年2月号、大洋図書）
- EX MAX! Special　（2015・vol.82、ぶんか社）
- 週刊大衆　（2015年2月23日号・6月8日号、双葉社）
- アサ芸シークレット（Vol.33 2015年5月5日号、徳間書店）- 第1回グラビアフェスタグランプリ発表
- アサ芸シークレット（Vol.34 2015年7月5日号、徳間書店）- グランプリ受賞特典グラビア掲載
- EX MAX! （2015年9月号、ぶんか社）

#### 単行本
- ○○な女（どぶろっく・著、2015年3月4日、宝島社）- ネタのモデルとして写真が掲載

### イベント

#### 一般撮影会
- FOTO-JO高田馬場撮影会（2014年5月24日、6月26日、7月17日・19日、8月2日、9月27日、2015年9月27日）
- Fresh!撮影会（2014年8月17日・パステルスタジオ）
- スーパーガール撮影会（2014年9月7日・スタジオコフ）
- FOTO-JO秋葉原撮影会（2014年12月7日）
- 東京撮影会（2014年12月28日、2015年3月7日・バービールーム）
- FOTO-JO屋外水着撮影会（2015年7月18日・船の科学館プールサイド）

#### エクセル撮影会
（共演者は全員同じ事務所所属）
- 2014年10月26日・スタジオコフ - ［共演］：葉月ゆめ、上條かすみ、桜野みお、志崎ひなた
- 2014年11月16日・シークレットベース - ［共演］：上杉智世
- 2015年1月17日・バービールーム - ［共演］：上杉智世、桜野みお
- 2015年3月29日・スタジオビー1号館 - ［共演］：上杉智世、志崎ひなた
- 2015年5月4日・FOTO-JO高田馬場（セッション撮影会） - ［共演］：上條かすみ、桜野みお、上杉智世、志崎ひなた、紫水杏奈、速水ゆき、岩崎舞
- 2015年6月20日・バービー池袋マイスタイル - ［共演］：上杉智世、西城凛、速水ゆき

#### 発売記念イベント
- 1stDVD『混浴気分 vol.15〜あさひと行く温泉旅模様〜』発売記念イベント（2014年12月20日、ソフマップモバイル館）[12]
- 2ndDVD『EGOIST〜華麗なる美脚と美尻の世界〜』発売記念イベント（2015年6月13日、ソフマップモバイル館）

#### その他
- アサ芸シークレット第1回グラビアフェスタ（2015年2月15日・ベルエポック美容専門学校第二校舎） - グランプリ受賞
- 三十路グラドルトークイベント・大人ののぞき部屋（2015年4月18日・池袋エンタメシアターYES）[13][14]
- 三十路グラドルトークイベント・大人ののぞき部屋vol.2（2015年8月21日・池袋エンタメシアターYES）[15][16]

### Web
- 夕刊フジ・ZAKZAK「三十路グラドルカウンセラー日記」（全20回、2014年5月26日 - 10月20日）
- アイドルオーディション企画「ZAK THE QUEEN 2014」- ファイナリストに進出

## 作品

### DVD
- 混浴気分 vol.15〜あさひと行く温泉旅模様〜（2014年11月28日、オルスタックソフト販売）
- EGOIST〜華麗なる美脚と美尻の世界〜（2015年5月29日、オルスタックソフト販売）

### デジタル写真集
- 『本当にデカップ　完熟☆三十路の豊乳♪ 菅原あさひ』（2014年12月5日、PAD）
- 『本当にデカップ　三十路お姉さまの誘惑♪ 菅原あさひ』（2014年12月12日、PAD）
- 『Ymode 菅原あさひ』Part1（2014年11月）
- 『Ymode 菅原あさひ』Part2（2014年12月）

### 配信動画
- 『Ymode vol.11 菅原あさひ』（2015年1月、CYBER CAFE）
- 『本当にデカップ　菅原あさひ　完全版』（2015年1月、デジタル・クライシス）
- 『本当にデカップ　菅原あさひ』（2015年1月、デジタル・クライシス）
- 『本当にデカップ　菅原あさひ2　完全版』（2015年2月、デジタル・クライシス）
- 『本当にデカップ　菅原あさひ2』（2015年2月、デジタル・クライシス）
- 『Ymode vol.18 菅原あさひ』（2015年3月、CYBER CAFE）